# Folgefonna
Le Folgefonna est un terme collectif désignant trois calottes locales situées à l'extrémité nord-ouest du Hardangervidda, à proximité du Hardangerfjord, en Norvège.  Le plus vaste des trois glaciers, le Søndre Folgefonna (Folgefonna sud) est le troisième plus vaste glacier de la Norvège continentale avec 167 km2. Les deux autres sont le Nordre Folgefonna (26 km2) et le Midtre Folgefonna (11 km2). Le glacier possède plusieurs langues glaciaires, les principales étant Blomstølskardbreen, Bondhusbreen et Buarbreen. Les glaciers sont inclus depuis 2005 dans le parc national de Folgefonna.

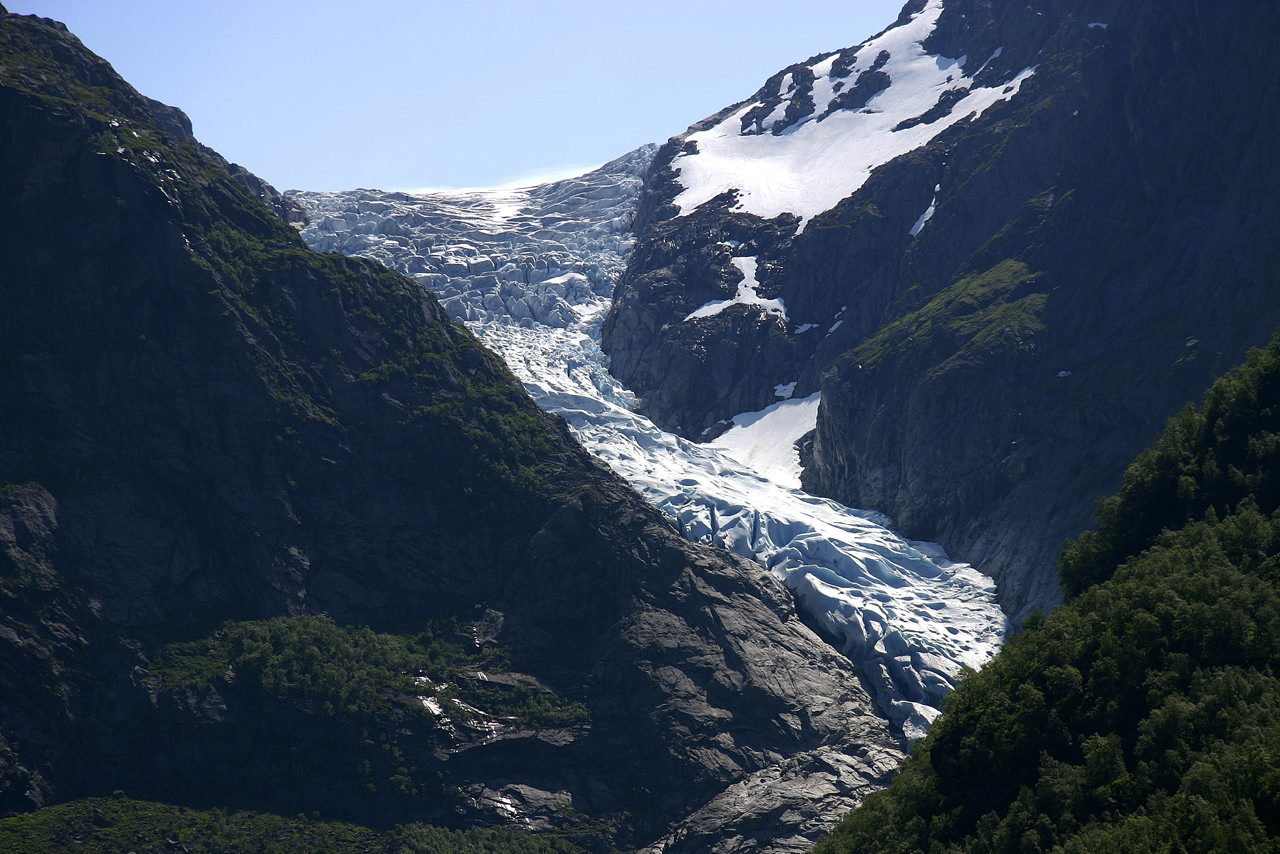
Vue de la langue glaciaire Bondhusbreen.